# Самарка (Ленинградская область)
Сама́рка — упразднённая деревня на территории Свердловского городского поселения Всеволожского района Ленинградской области.

## Название
Название деревни произошло от названия мызы Самарка, расположенной на берегу Невы, поселением для сезонных рабочих которой она являлась.

## История
В 1889 году, согласно материалам по статистике народного хозяйства Шлиссельбургского уезда, 88 десятин земли в мызе Самарки принадлежали купцу П. Я. Кленскому, который приобрёл её ранее 1886 года.

САМАРКА (ЩЕРБИНКА) — мыза, при которой имелся кирпичный завод, на владельческой земле, при реке Неве; постройки устроены по кирпичному заводу, не имея двора, временно на разных местах люди жили от 3-х до 6-ти месяцев, 260 м. п., 60 ж. п., всего 320 чел.; заводские постройки находились в отдалении от других владельческих земель, имелся 1 постоялый двор. (1896 год)

В 1900 году имением Самарка площадью 13 688 десятин владел действительный статский советник В. А. Ренненкампф.
В 1914 году мыза Самарка в 9045 десятин, также была во владении барона В. А. Ренненкампфа, который имел в ней крупный (400 человек рабочих) кирпичный завод и песчаные копи.
Севернее мызы Самарка существовали обширные залежи торфа, куда в 1904—1914 годах барон В. А. Ренненкампф, проложил узкоколейную железную дорогу и основал поселение для сезонных рабочих. Добыча торфа была налажена им сначала в южной, а затем в северной части деревни.
В конце XIX — начале XX века деревня административно относилась к Колтушской волости 2-го стана Шлиссельбургского уезда Санкт-Петербургской губернии.
Согласно переписи населения СССР 1926 года:

САМАРКА — торфоразработки Овцынского сельсовета Октябрьской волости, 39 хозяйств, 115 душ.

Из них: русских — 29 хозяйств, 78 душ; финнов — 4 хозяйства, 17 душ, эстонцев — 4 хозяйства, 14 душ, латышей — 1 хозяйство, 4 души, татар — 1 хозяйство, 2 души. (1926 год)

В 1930 году деревня Самарка относилась к Овцинскому сельсовету, а её «градообразующим» предприятием являлось торфопредприятие «Самарка».

План деревни Северная Самарка. 1939 год
План деревни Южная Самарка. 1939 год

В 1940 году Северная Самарка насчитывала 10 дворов, Южная — 9.
В годы войны в деревне располагался терапевтический полевой подвижный госпиталь № 2084.
До середины XX века деревня Самарка состояла из двух частей северной и южной, расположенных в двух километрах друг от друга на узкоколейной железной дороге, ведущей от торфоразработок к Неве.
В 1957 году деревня Самарка так же относилась к Овцинскому сельсовету и жила за счёт одноимённого торфопредприятия.
В 1958 году население деревни составляло 261 человек.
В 1970-х годах осталась только одна — северная часть.
От названия северной части образовано название первого, созданного к востоку от деревни садоводства «Северная Самарка», которое затем дало название всему садоводческому массиву.
По данным 1990 года деревня Самарка находилась в административном подчинении Свердловского поселкового совета.
В 1997 и 2002 годах в деревне Самарка Свердловского поссовета не было постоянного населения.
Упразднена 28 декабря 2004 года в связи с отсутствием постоянных жителей.

## География
Находится в южной части района на автодороге 41К-307 (Карьер-Мяглово — Кузьминка).

## Памятники
В деревне расположен памятник истории — братская могила советских воинов, погибших в борьбе с немецкими захватчиками, он находится на южной окраине деревни, на территории бывшей деревни Северная Самарка, а также в 3 км юго-западнее деревни, на территории бывшей деревни Южная Самарка, находится братская могила девушек-лесорубов, погибших от артобстрела при заготовке дров для блокадного Ленинграда.

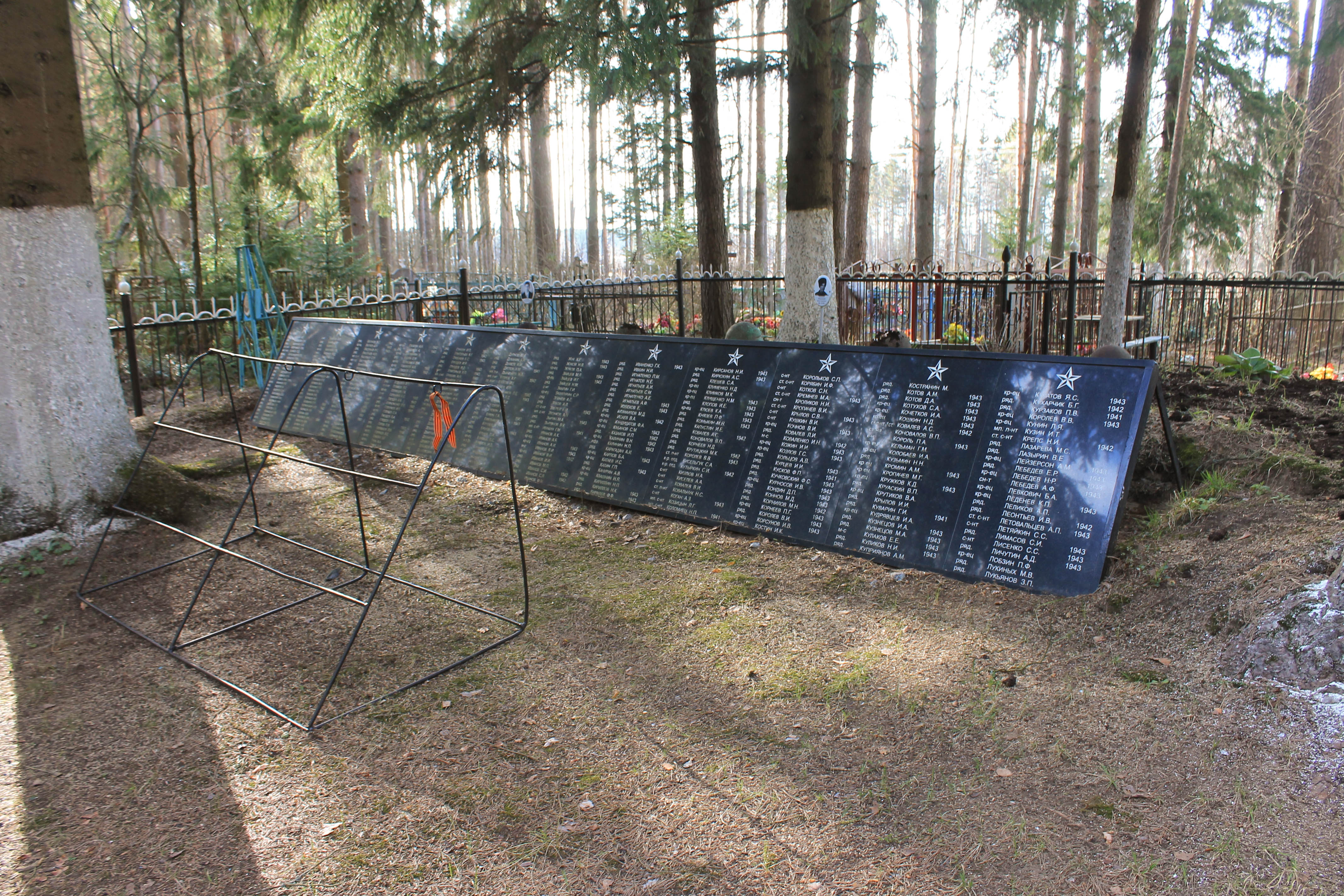
Северная Самарка, братская могила советских воинов
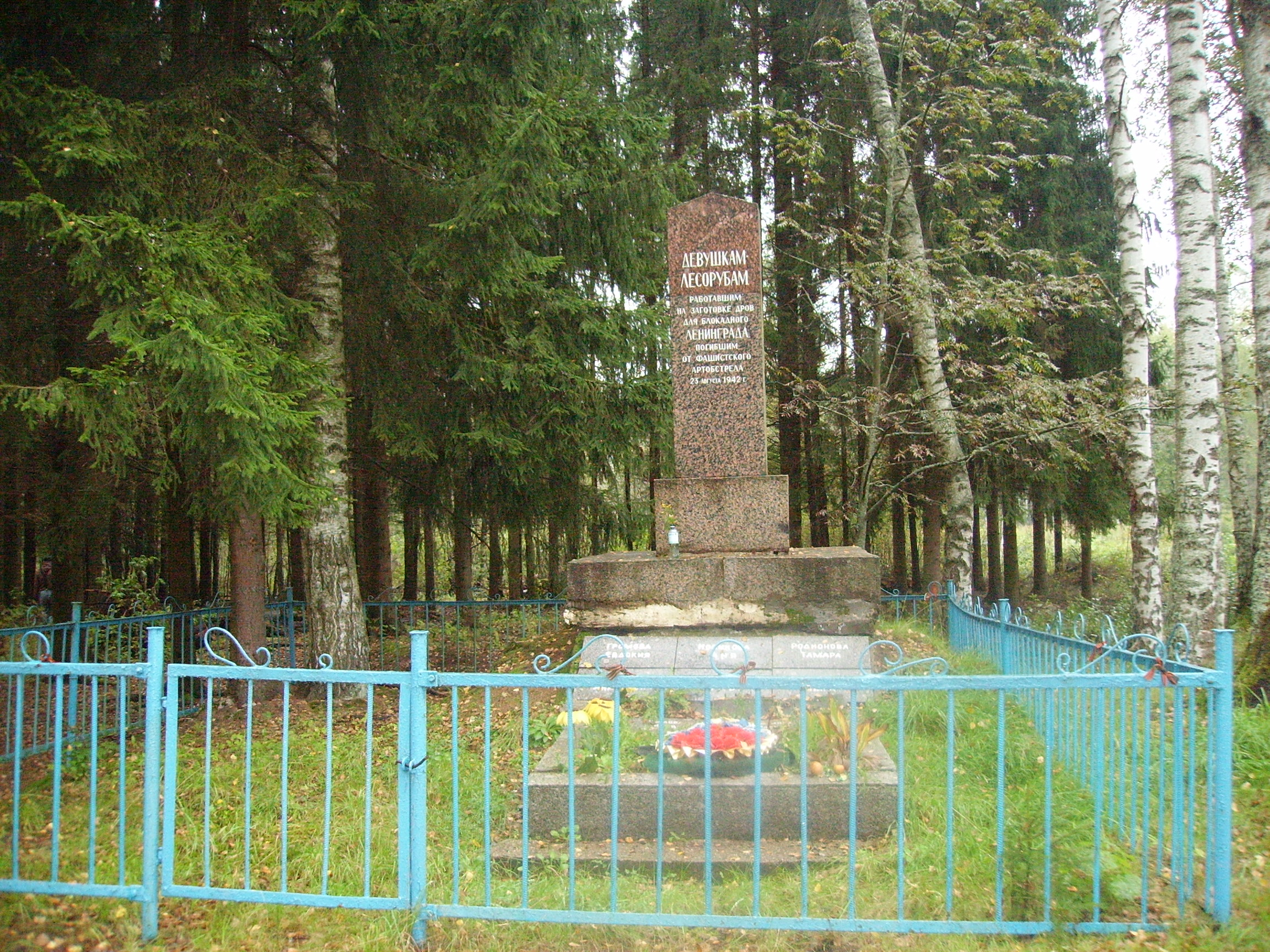
Южная Самарка, братская могила девушек-лесорубов

## Прочее
Скважины в Самарке дают воду, соответствующую по химическому составу минеральной воде типа «Мирогородская» (хлоридно-натриевая с минерализацией 2-5 г/л).